# Вооружённые силы Эстонии
Вооружённые силы Эстонии или Армия обороны Эстонии (эст. Eesti Kaitsevägi) — военная организация исполнительной власти Эстонской Республики, находящаяся в подчинении Правительства Республики и управляемая Министерством обороны.
Вместе с Союзом обороны Эстонии Армия обороны входит в состав Сил обороны Эстонии.
Армия обороны Эстонии построена на принципе общей обороны, в её задачи входит сохранение суверенитета Эстонии, защита её территории, территориальных вод и воздушного пространства в качестве неотъемлемой и неделимой целостности, конституционного порядка и общественной безопасности. Функционирование Армии обороны Эстонии ведётся на принципах гражданского контроля и связана с демократической организацией государства. Демократически избранные и назначенные исполнительные органы принимают решения об использовании Армии обороны и определяют соответствующие цели, выделяют необходимые ресурсы и контролируют достижение целей. Осуществление принципов гражданского контроля гарантируется законодательством и возложено на парламент, президента Республики и правительство республики.
В военное время Армией обороны руководит главнокомандующий; а возглавляет оборону государства президент Республики. Под его председательством действует Государственный совет обороны в составе председателя парламента, премьер-министра, командующего Армией обороны, министра обороны, министра внутренних дел и министра иностранных дел а также других должностных лиц, устанавливаемых законом о государственной обороне.
Эстония — член НАТО с 2004 года.

## Структура
В непосредственном подчинении командующего Силами обороны находятся следующие структурные подразделения:

### Военно-морской флот
Эстонские ВМС несут ответственность за все морские операции в территориальных водах Эстонии. Основными функциями военно-морских сил являются подготовка и организация защиты территориальных вод и береговой линии, обеспечение безопасности морского судоходства, связи и морских перевозок в территориальных водах и сотрудничество, совместно с ВМС НАТО и другими дружественными странами. В случае возникновения кризисной ситуации, флот должен быть готов защищать море, портовые районы, морские линии связи и сотрудничать с подразделениями коалиции. ВМС включает в себя патрульные корабли, минные тральщики, вспомогательные корабли и подразделения береговой охраны, необходимой, чтобы убедиться в безопасности морских сообщений. Нынешняя структура включает в себя дивизион минных кораблей, который также включает в себя группу водолазов. Кроме того, существуют военно-морская школа, военно-морская база и штаб, который находится в Таллине.

### Союз обороны Эстонии
Союз обороны (Кайтселийт) является добровольной военной организацией, которая подчиняется Министерству обороны. Основной целью Союза обороны является защита независимости и конституционного порядка, в том числе в случае военной угрозы, на основе свободного волеизъявления граждан.
«Союз обороны» состоит из 15 территориальных подразделений, зоны ответственности которых в основном совпадают с границами округов Эстонии. «Союз обороны» насчитывает более 13 000 членов, а вместе с аффилированными организациями — более чем 21 000 активистов. «Союз обороны» принимает участие в учениях эстонской армии, кроме того, его активисты участвуют в обеспечении общественного порядка в качестве добровольных помощников полицейских, принимают участие в тушении лесных пожаров и выполняют некоторые иные общественные функции.
«Союз обороны» и связанные с ним организации поддерживают отношения с организациями-партнёрами в странах Северной Европы, США и Великобритании. Активисты «Союза» принимают участие в «международных операциях по поддержанию мира».

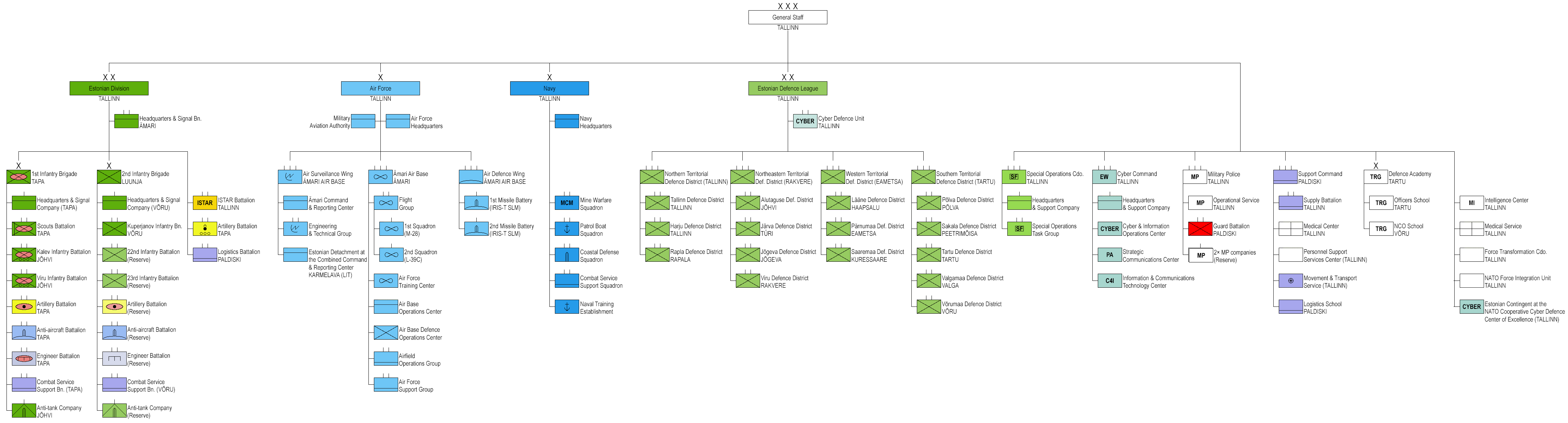
ОШС ВС Эстонии на 2024 год.

## Организация

### Военные расходы и бюджет
Военный бюджет Эстонии (в евро)
| Бюджет: | в 2001 г. | в 2002 г. | в 2003 г. | в 2004 г. | в 2005 г. | в 2006 г. | в 2007 г. | в 2008 г. | в 2009 г. | в 2010 г. | в 2011 г. |
| ------- | --------- | --------- | --------- | --------- | --------- | --------- | --------- | --------- | --------- | --------- | --------- |
| Год     | 1,18 млрд | 1,62 млрд | 2,05 млрд | 2,29 млрд | 2,57 млрд | 2,95 млрд | 4,25 млрд | 4,67 млрд | 4,64 млрд | ~5 млрд   | ~5 млрд.  |
| ВВП     | 1,09 %    | 1,34 %    | 1,51 %    | 1,50 %    | 1,48 %    | 1,44 %    | 1,77 %    | 1,85 %    | 1,86 %    | ~2 %      | 1,86 %    |

### Дальнейшее развитие вооружённых сил
В соответствии с долгосрочным планом развития вооружённых сил страны, предусмотрено усиление военно-морских сил за счёт приобретения многоцелевых быстроходных патрульных катеров.
Также, предусмотрено: переформирование в 2013 году пехотной бригады в мотопехотную бригаду; переформирование 15 пехотных батальонов территориальной обороны в 5 пехотных батальонов и пять разведывательных рот; создание в 2014 году дивизиона ПВО.

#### Войска противовоздушной обороны
Парламентская комиссия по гособороне решила обратиться к правительству с предложением существенно повысить долю расходов на армию — и к 2025 году определиться с вопросом о создании ПВО, при необходимости взяв на эти цели кредит. Решение комиссии было единогласным и реализация предложения затронет как минимум два состава правительства. Член комиссии Лео Куннас (Консервативная народная партия) отметил, что «при нынешних расходах на оборону идею нельзя было бы реализовать без урезания в других сферах». Поэтому комиссия и рекомендует повысить военные расходы.
«ПВО средней дальности должна группироваться в батареях, иметь 2−4 ракетных комплекса и обеспечивать оборону в конкретном регионе: например, в Таллине и его окрестностях, первой или второй пехотной бригаде или зоне прибытия союзников»
Стоимость двух батарей ПВО, по данным Куннаса, составила бы не менее € 150 млн, но может превысить и € 200 млн. Он подчеркнул, что «две батареи для Эстонии — критический минимум, в идеале же нужны четыре». Он не считает, что в вопросе ПВО Эстонии следует полагаться на союзников по НАТО. «При помощи истребителей можно было бы быстро обеспечить ПВО ближнего радиуса действия. Но для обеспечения ПВО среднего и дальнего действия ресурсов у союзников не хватит»
Президент Эстонии Керсти Кальюлайд ранее заявляла, что снабжение стран Прибалтики системами ПВО средней дальности могло бы быть профинансировано из Фонда сплочения Евросоюза. И это помогло бы «отпугнуть Россию». Также высказывалось мнение, что необходимые суммы Эстония могла бы получить и от США.

### Поставки вооружения, военной техники и иностранная военная помощь
Первоначально, на вооружении эстонской армии имелось вооружение и военная техника частей Советской Армии, находившихся на территории Эстонской ССР.
Начиная с 1992 года, начались поставки вооружения и военной техники из восточноевропейских государств и стран НАТО.
В течение 1992 и первой половины 1993 года эстонские вооружённые силы получили от западных стран значительные суммы денежных средств, а также вооружение и военное имущество: из ФРГ — два транспортных самолёта L-410, 8 катеров, 200 автомашин и 180 тонн военных грузов; из Швеции — один корабль; из Норвегии — армейскую обувь и ткань для пошива униформы. В это же время США направили в Эстонию 60 военных советников, военных специалистов и консультантов. Не менее 15 эстонских военнослужащих были направлены на обучение в военно-учебные заведения США, 42 чел. — в ФРГ, 10 чел. — в Финляндию.
В январе 1993 года был заключён контракт с израильской компанией TAAS, в соответствии с которым из Израиля для эстонской армии были поставлены 10 ракетных установок MAPATS, пистолет-пулемёты «узи», артиллерийские орудия, миномёты, средства связи, бронежилеты. Общая сумма контракта составила 50 млн долларов. В феврале 1994 года эстонские СМИ сообщили о том, что часть вооружения и военного оборудования (на общую сумму 4 млн долларов) была бракованной. В 1998 году эстонское правительство подало иск против Израиля в международный суд в Лондоне в связи с этой сделкой и в июле 2003 года британский суд обязал Израиль выплатить Эстонии 2 млн долларов «вследствие ошибочных высчетов рибита». В общей сложности, до конца 1995 года Израиль поставил в Эстонию оружие на сумму 60,4 млн долларов США, среди номенклатуры поставок были автоматы «Галил», пистолеты-пулемёты «мини-узи», снайперские винтовки, 82-мм гранатомёты B-300, 81-мм миномёты «солтам», 106-мм безоткатные орудия М40, зенитные орудия ЗУ-23-2, ракеты, управляемые снаряды, боеприпасы и иное военное имущество в количестве, достаточном для оснащения армии численностью в 12 тыс. чел..
В 1994 году по заказу Генерального штаба вооружённых сил Эстонии финская компания «Ультраматик» продала 1300 пистолетов производства западных стран для вооружения офицеров эстонской армии. Часть пистолетов, предположительно, была передана в «Кайтселийт».
В 1997 году США бесплатно передали Эстонии 1200 автоматов М-16А1, 1500 пистолетов M1911 и катер береговой охраны «Valvas», а в 1998 году для мобилизационного резерва — 40,5 тыс. автоматов M-14 общей стоимостью 2,4 млн долларов или 43,3 миллиона эстонских крон. При этом, эстонская сторона должна была оплатить только транспортные расходы по доставке оружия в Эстонию в размере 5,4 млн крон.
Также, в 1998 году из Финляндии были получены девятнадцать 105-мм артиллерийских орудий M-61/37, выпущенных до Второй мировой войны.
В 1999 году из Швеции эстонская армия получила 100 гранатомётов Carl Gustaf M2, 90-мм безоткатные противотанковые орудия М60 и 40-мм зенитные орудия с системами управления на сумму в 1,2 млрд шведских крон.
В начале 2000 года была получена партия мини-роботов для обнаружения взрывных устройств.
В марте 2001 года было заключено соглашение о поставке из США радиолокационной станции TPS-117, предназначенной для создания системы BALTNET. В марте 2003 года строительство станции было завершено, и в мае 2003 года трёхкоординатная радиолокационная станция FPS-117 была введена в строй. РЛС обеспечивает обнаружение летательных аппаратов на высотах до 30 км и на дальности до 450 км.
В начале 2002 года из Швеции была получена крупная партия автоматов AK 4, предоставленных бесплатно для перевооружения армейских частей (на замену ранее состоявших на вооружении автоматов «Галил», которые были переданы на вооружение территориальных частей и «Кайтселийт»).
2 августа 2002 года по программе военной помощи из США были безвозмездно переданы два вертолёта R-44 «Астро», оснащённые фото- и видеоаппаратурой и тепловизорами. В апреле 2012 года специалисты американской компании «Rebtech» осуществили их модернизацию, установив комплекты оборудования NVIS (Night Vision Imaging Systems) для ночных полётов.
В феврале 2004 года в ФРГ была закуплена партия вооружения на сумму 120 млн эстонских крон (18 шт. 155-мм буксируемых гаубиц FH-70, комплексы ПТУР, а также боеприпасы, запчасти и программы обучения к ним).
30 марта 2004 года началось патрулирование воздушного пространства Латвии, Литвы и Эстонии истребителями НАТО (Operation Baltic Air Policing). В рамках операции на литовской авиабазе Зокняй постоянно размещены четыре тактических истребителя (две дежурные пары) и авиатехническая группа НАТО (120 военнослужащих и гражданских специалистов). Стоимость осуществления операции составляет 20 млн долларов в месяц.
В мае 2004 года был заключён контракт на поставку из Великобритании для эстонского контингента в Афганистане семи бронемашин «Mamba (БТР)» Mk.2, 26 августа 2004 года были получены первые 4 бронемашины
В 2004 году в Финляндии была закуплена партия из 60 бронетранспортёров XA-180EST, в декабре 2011 года был подписан контракт на поставку ещё 81 финских бронетранспортёров XA-188, ранее находившихся на вооружении голландской армии.
28 августа 2007 года с финской компанией «Patria» был подписан дополнительный контракт на техническое обслуживание БТРов, поставки для них запасных частей и специального инструмента, передачу технической документации.
Летом 2005 года был заключён договор о немецкой компанией «Heckler & Koch» о приобретении партии 9-мм пистолетов H&K USP
Также, в 2005 году Эстония приобрела в Чехии систему пассивной электронной разведки VERA-E стоимостью 4 млн долларов
Кроме того, в рамках американской программы «Foreign Military Financing», в 2004 году Эстония получила от США безвозмездную военную помощь на сумму 6 млн долларов, в 2005 году — на сумму 5 млн долларов и в 2006 году — на сумму 4,2 млн долларов. В 2004—2005 гг. на эти средства закупались в основном радиостанции, приборы ночного видения, системы позиционирования на местности, запчасти к автомобилям и системы связи.
В феврале 2007 года был заключён контракт с шведским концерном «SAAB AB» и французской корпорацией «MBDA France» на поставку для вооружённых сил страны системы ПВО ближнего действия. В 2010 году армия Эстонии получила систему ПВО «Мистраль», которая состоит из радаров «Giraffe AMB», пункта управления, средств связи, ракетных установок, ракет «Мистраль» и средств обучения. Радары, центры управления и системы связи были получены из Швеции, а ракетные установки и боеприпасы — из Франции. Общая стоимость контракта составила 1 млрд эстонских крон.
В 2007 году было подписано соглашение о поставке для эстонской армии партии снайперского оружия (французских 12,7-мм снайперских винтовок PGM Hecate II и финских 8,6-мм снайперские винтовки Sako TRG-42)
В начале 2008 года началась модернизация бывшей советской авиабазы Эмари (в 40 км от Таллинна) в соответствии со стандартами НАТО. Первоначальная стоимость программы модернизации составляла 1 млрд эстонских крон (64 млн евро), при этом половину суммы должно было предоставить НАТО, а вторую половину — правительство Эстонии. Модернизация авиабазы была завершена 15 сентября 2010 года. Общая стоимость работ составила около 75 млн евро, треть средств поступила по линии НАТО.
В 2008 году был подписан контракт с Финляндией и в 2009 году получены 36 122-мм гаубиц Д-30, боеприпасы и другое военное имущество. Полученные из Финляндии гаубицы были выпущены в 1960-е-1970-е годы в СССР и до 1990-х годов находились на вооружении сухопутных войск ГДР.
Также, в 2008 году был заключён контракт со швейцарской оружейной компанией «Brügger & Thomet», в соответствии с которым была произведена модернизация 2,5 тыс. автоматов, находившихся на вооружении эстонской армии: на автоматы AK-4 устанавливался оптический или коллиматорный прицел, на автоматы «Galil» устанавливалась металлическая прицельная планка с креплением для установки дополнительного оборудования.
В октябре 2008 года с американской фирмой «Hydroid» был заключён контракт на поставку двух малоразмерных дистанционно управляемых подводных аппаратов «Remus 100», оснащённых гидролокаторами
Кроме того, в 2008 году было произведено обновление автотранспортного парка — для эстонской армии было закуплено 500 новых автомашин (в частности, голландские машины DAF, немецкие UNIMOG U1300 и Mercedes-Benz 1017A), а часть устаревших автомашин (шведские грузовики Volvo, американские грузовики GMC M275A2 и джипы Chevrolet M1008, советские грузовики ГАЗ, МАЗ, ЗИЛ, «Урал» и внедорожники УАЗ, грузовики Magirus, Robur, IFA производства ГДР и грузовики Mercedes-Benz UNIMOG, Mercedes-Benz 911 производства ФРГ, а также внедорожники Iltis) в январе 2009 года была выставлена на продажу
В 2009 году США выделили Эстонии 800 тыс. долларов на модернизацию наземной инфраструктуры обслуживания военных вертолётов: ремонт вертолётных площадок, адаптацию их к принятым в НАТО стандартам, а также на создание в приграничных с Россией Нарве и Вярске станций дозаправки.
В 2009 году был подписан контракт о приобретении двух новых трёхкоординатных радиолокационных станций «Ground master 403» средней дальности производства американской компании «Tales-Raytheon systems». «Ground master 403» представляет собой мобильную РЛС, которая способна обнаруживать воздушные цели на дальности до 470 км и высоте до 30 км. В дополнение к закупке двух основных РЛС соглашение предусматривает поставку вспомогательных РЛС, генераторов, контейнеров, автомобилей и средств обучения. Стоимость радаров оценивается в 350 млн эстонских крон (31,15 млн долларов). Платежи будут осуществляться частями в период с 2009 по 2014 годы
В ноябре 2010 года США передали Эстонии 80 шт. 81-мм миномётов M252
В марте 2011 года США передали для эстонского контингента в Афганистане несколько беспилотных летательных аппаратов RQ-11 «Raven».
В июне 2011 года США передали для эстонского контингента в Афганистане 6 бронемашин International MaxxPro.
В феврале 2012 года в Финляндии была закуплена партия зенитного вооружения стоимостью 283 050 евро (дополнительные пусковые установки системы ПВО «Мистраль», запасные части к ним и 23-мм зенитные орудия ЗУ-23-2)
В ноябре 2012 года американский генерал Frank D. Turner III сообщил, что США оказывает Эстонии военную помощь по программам FMF (Foreign Military Financing) и IMET (International Military Education and Training), на которые ежегодно выделяют миллионы долларов. Только по программе FMF с 1995 года вооружённые силы Эстонии получили военную помощь на сумму 70 млн долларов.
Министр обороны Свен Миксер в середине ноября 2014 года подписал договор о покупке Эстонией у США 80 противотанковых установок FGM-148 Javelin, договор заключён на сумму 40 млн евро. Договор позволяет Эстонии при необходимости купить ещё 40 пусковых устройств. Поставки начались в 2015 году. Внедрение системы в полном объёме запланировано на 2016—2018 гг.
В 2014 г. заказана поставка из Нидерландов 44 БМП CV9035 производства Швеции. Поставка будет осуществлена в 2016-18 гг.
После российского вторжения в Украину обстановка на международной арене накалилась. Программа развития гособороны Эстонии, одобренная в 2021 году, не потеряла своей актуальности, но нуждалась в обновлении.
Расходы бюджета на военные нужды вырастут до 3% ВВП, составив с 2022 по 2031 годы в общей сложности почти 13,5 миллиардов евро.
В конце 2023 года Эстония получит противокорабельные ракетные комплексы Blue Spear. В 2024 году - противотанковые комплексы Spike SR и Spike LR. Ожидаются также польские переносные зенитные ракетные комплексы "Перун" (Piorun). По словам командующего Силами обороны Эстонии Мартина Херема, первые ПЗРК поступят уже в 2023 году.
Среди самых важных закупок в том числе израильские дроны-камикадзе "Гарпия" и дополнительные самоходные артиллерийские установки K9 Thunder калибра 155 мм. Их количество к 2026 году вырастет до 36.

## Примеры символики вооружённых сил Эстонии
- Командование материально-технического обеспечения (эст. Kaitseväe toetuse väejuhatus)
- Батальон материально-технического обеспечения (эст. Logistikapataljon)
- Центр здравоохранения (эст. Tervisekeskus)
- Медицинская служба (эст. Meditsiiniteenistus)
- Служба военных священников (эст. Kaplaniteenistus)
- Батальон штаба и связи (эст. Staabi- ja sidepataljon)
- Эстонская военная академия (эст. Kaitseväe Akadeemia)
- Военная полиция (эст. Sõjaväepolitsei)
- Командование сил специальных операций (эст. Erioperatsioonide väejuhatus)
- Командование кибербезопасности (эст. Küberväejuhatus)